# بهشية مائية الأوراق
أش بري، عود الخير أو بهشية الدبق أو البَهْشِيِّة المائية الأوراق او شرابة الراعي (باللاتينية: Ilex aquifolium) نوع نباتي يتبع جنس البهشية من الفصيلة البهشية. قد تصل الشجرة منها على ارتفاع 5 متر. ثمارها سامة للإنسان.
توجد البهشية مائية الأوراق في المناطق المعتدلة في الشتاء والتي لا تكون ذات صيف جاف ، مثل البلاد المحيطة بالبحر الأبيض المتوسط من شمال أفريقيا وجنوب أوروبا. وهي توجد في شمال أفريقيا في المناطق العالية المناسبة لطبيعة نموها ، وفي أوروبا في السهول والأراضي المنخفضة ، كما توجد بالقرب من جبال الألب حتى ارتفاع 1800 متر فوق سطح البحر.

## سامة
ثمرتها الحمراء وأوراقها الخضراء سامة . فهي تحتوي على نتريل وروتين وحمض اليوروسوليك وإليسين . وتحتوي الأوراق على صابونين . 20 إلى 30 ثمرة يمكن أن تكونة كافية لقتل الإنسان ، وللصغار أقل من ذلك .

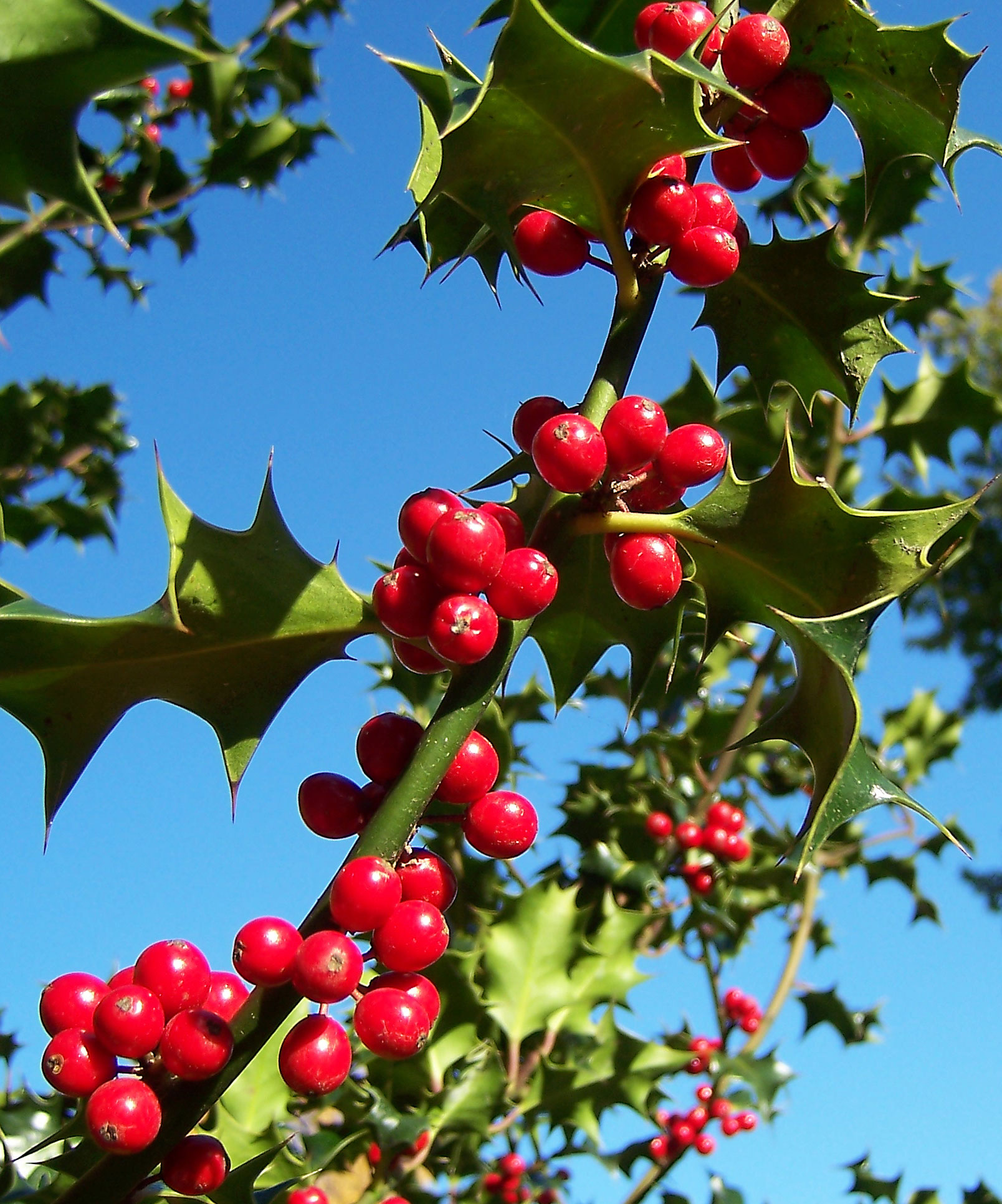
في أواسط أوروبا في شهر اكتوبر

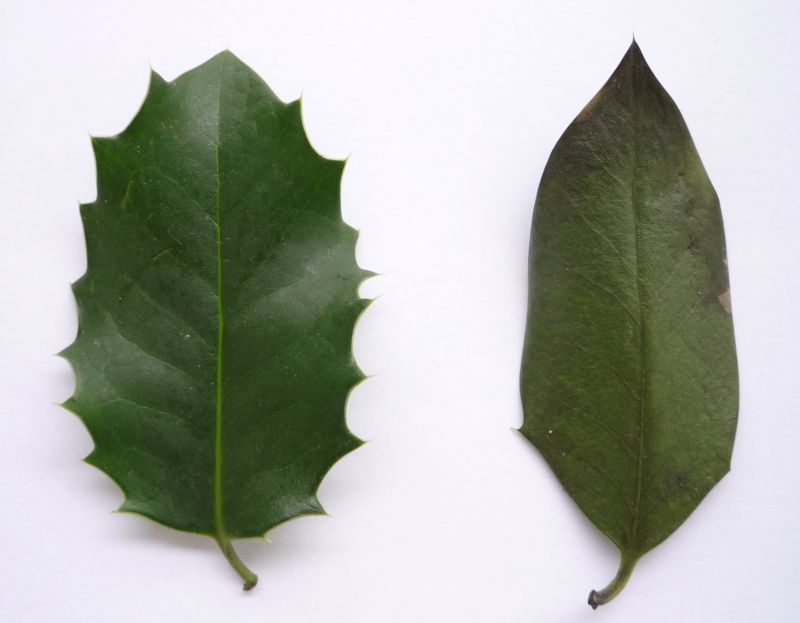
إلى اليسار ورقة من ارتفاع 5و1 من الشجرة ، وإلى اليمين ورقة من ارتفاع 4 - 5 متر.